# Charlotte (Severní Karolína)
Charlotte je největší město amerického státu Severní Karolína a 16. největší ve Spojených státech k roku 2020. Ve městě žije přibližně 875 tisíc obyvatel a celá metropolitní oblast má 2 420 745 obyvatel. Metropolitní oblast je jedna z nejrychleji rostoucích v USA. Městu se přezdívá The Queen City (Královnino město). Charlotte je pojmenováno po královně Charlottě, manželce Jiřího III., krále Velké Británie.

## Dějiny

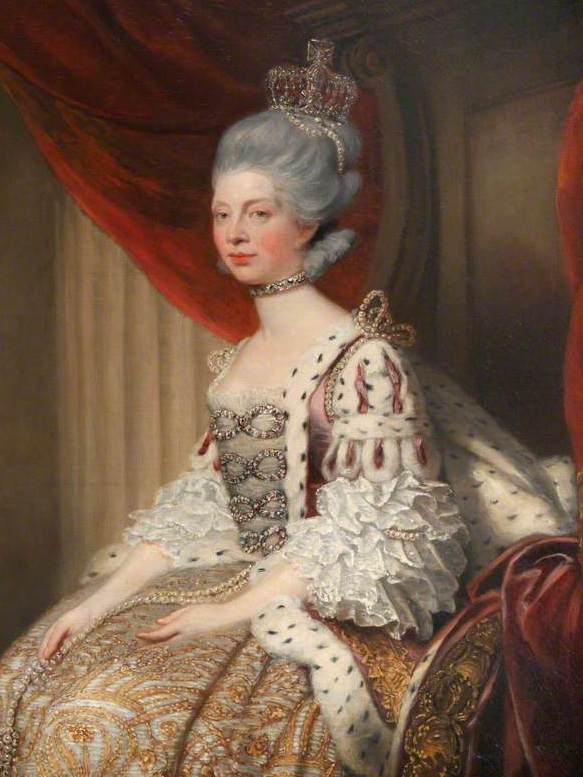
Královna Charlotte Mecklenburg-Strelitz, po níž bylo město pojmenováno

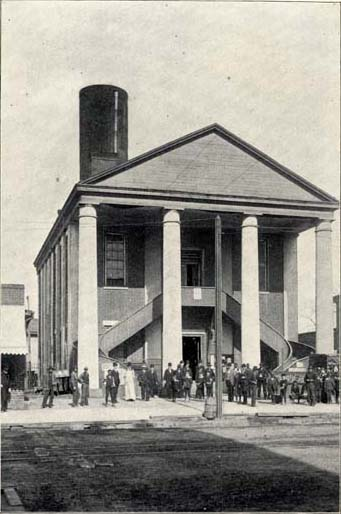
Pohled na Old Court House, Charlotte, 1888.

Charlotte bylo založeno 20. července 1768 na křižovatce dvou indiánských obchodních cest. Jedna z nich, Great Wagon Road (Cesta velkého vozu), vedla od severu k jihu, její trasu dnes přibližně kopíruje U.S Route 21. Druhá spojovala východ a západ podél dnešní moderní Trade Street (Obchodní ulice). Na počátku 18. století přišli po Great Wagon Road na úpatí Carolina osadníci z Pensylvánie německého a Ulstersko-Irského původu. Charlotte se přezdívá The City of Trees (Město stromů) a The City of Churches (Město kostelů).
V roce 1755 si Thomas Polk, jeden z prvních osadníků a strýc prezidenta Spojených států Jamese K. Polka, postavil dům na křižovatce obchodní indiánské cesty a Great Wagon Road, na tomto místě následně vznikla komunita „Charlotte Town“, ze které se oficiálně stalo město v roce 1768. Tato křižovatka, situovaná na vrcholu dlouhého stoupání úpatí hor, dnes tvoří střed Uptown Charlotte. Z obchodní cesty se stala Trade Street (Obchodní ulice) a Great Wagon Road se dnes jmenuje Tryon Street (Tryonova ulice) na počest Williama Tryoana, královského guvernéra koloniální Severní Karolíny. Křižovatka těchto dvou ulic je známá pod jménem Trade & Tryon nebo se jí jednoduše říká The Square (Náměstí).
Jak město, tak i okres jsou pojmenovány po německé princezně Charlotte Mecklenburg-Strelitz, manželce britského krále Jiřího III. Oddanost králi Jiřímu a jeho choti ale neměla dlouhého trvání. 20. května 1775 měšťané údajně podepsali prohlášení, které se později stalo známé jako Mecklenburg Declaration of Independence (Meklenburská deklarace nezávislosti), jejíž kopie byla o rok později údajně zaslána, ačkoli nikdy nebyla oficiálně doložena, kontinentálnímu kongresu. Toto datum je vyobrazeno na státní vlajce Severní Karolíny. Za jedenáct dní se titíž měšťané sešli, aby vytvořili a schválili Mecklenburg Resolves (Meklenburská usnesení), seznam zákonů pro nově nezávislé město.
V průběhu války za nezávislost měly v Charlotte svá tábořiště americká i britská armáda. Během bojů Britských vojsk s obyvateli Charlotte vesnice získala od frustrovaného lorda generála Charlese Cornwallise trvalou přezdívku Hornet's Nest (Sršní hnízdo). Pojmenování různých míst, jako Independence Boulevard (bulvár Nezávislosti), Independence High School (střední škola Nezávislosti), Independence Center (Centrum nezávislosti), Freedom Park (park Svobody), Freedom Drive (cesta Svobody), nebo jméno bývalého týmu NBA Charlotte Hornets jsou pozůstatky doby, kdy Charlotte byla ideologickým ohniskem revolucionářského cítění – během války za nezávislost a ještě nějakou dobu poté.
V roce 1799 přinesl dvanáctiletý Conrad Reed domů kámen, který vážil téměř osm kilogramů (17 liber). Ten pak rodina tři roky používala jako mohutný práh. Poté v něm jeden klenotník rozpoznal téměř čisté zlato, které pak koupil za směšnou částku – $3.50. Objev mladého Reeda (první ověřený nález zlata v mladém USA) dal podnět ke zrodu první zlaté horečky. V této oblasti bylo během 19., dokonce až do počátku 20. století, objeveno mnoho zlatých žil, díky tomu byla v roce 1837 založena Charlotte Mint (Charlottská mincovna). Severní Karolína vedla v národní produkci zlata až do kalifornské zlaté horečky v roce 1848; celkový objem výroby byl pak následujícími horečkami zmenšován. Některé místní skupiny stále příležitostně zlato rýžují ve (většinou venkovských) potocích a malých řekách. Těžební důl Reed fungoval do roku 1912. Charlottská mincovna byla aktivní do roku 1861, kdy ji získali při vypuknutí americké občanské války ozbrojené síly Konfederace. Po skončení války už mincovna nebyla znovu otevřena, v její budově dnes sídlí Mint Museum of Art (Mincovní muzeum umění).
Na počátku 19. století začaly ve městě vznikat nové kostely, především presbyteriánské, ale také baptistické, metodistické, episkopalistické, luteránské a katolické víry. Podle nich pak Charlotte získalo svou přezdívku „The City of Churches“.
Město zažilo svůj první rozkvět po občanské válce, Charlotte bylo centrem výroby bavlny a železničním uzlem. Po první světové válce, kdy americká vláda založila severně od dnešního Wilkinsonova bulváru Camp Greene, počet obyvatel opět vzrostl. Mnoho vojáků a válečných dodavatelů zde navíc zůstalo i po skončení války, což přispělo i z dlouhodobého hlediska k nárůstu obyvatel.
Charlottský moderní bankovnický průmysl získal na důležitosti v sedmdesátých a devadesátých letech minulého století, především díky finančníkovi Hugh McCollovi. Pod jeho vedením se z North Carolina National Bank (Národní banky Severní Karolíny) stal impozantní národní hráč, a nakonec, skrze řadu agresivních zisků, Bank of America. Další banka, First Union, zaznamenala podobný růst, a nyní je po fúzi známá jako Wachovia. Dnes je, na základě vlastnictví aktiv, Charlotte po New York City druhé největší bankovní centrum ve Spojených státech

## Demografie

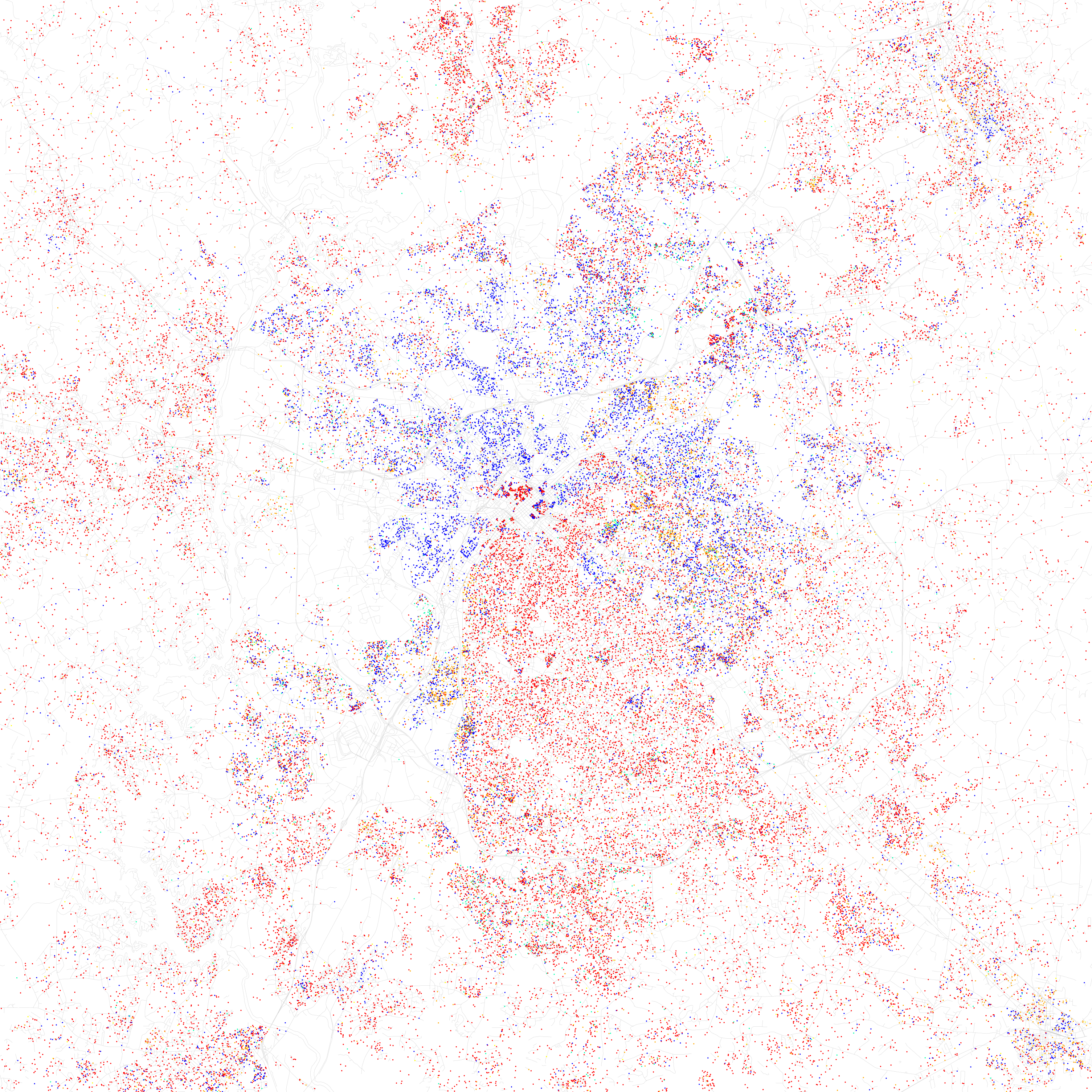
Mapa rasového rozložení v Charlotte, sčítání 2010. Každý bod představuje 25 lidí: Bílí, Černí, Asiaté, Hispánci nebo Ostatní

Podle sčítání lidu z roku 2010 zde žilo 731 424 obyvatel.

### Rasové složení
- 50,0 % bílí Američané
- 35,0 % Afroameričané
- 0,5 % američtí indiáni
- 5,0 % asijští Američané
- 0,1 % pacifičtí ostrované
- 6,8 % jiná rasa
- 2,7 % dvě nebo více ras

Obyvatelé hispánského nebo latinskoamerického původu, bez ohledu na rasu, tvořili 13,1 % populace.
Na základě odhadu z roku 2005 se odhaduje, že ve městě Charlotte žije 610 949 a v okrese Mecklenburg 896 372 lidí. Předpokládá se, že počet obyvatel žijících v mecklenburském okrese překročí v roce 2010 1 milion. Kombinovaná statistická oblast Charlotte-Gastonia-Concord (pokud jsou splněna určitá kritéria, mohou se sousední statistické oblasti spojit) má 2 420 745 obyvatel.
Podle výsledků komplexnějšího sčítání lidu z roku 2000 je hustota charlottských obyvatel 861.9/km². Při průměrné hustotě 367.2/km² nalezneme 230 434 obytných jednotek.
Průměrný příjem domácnosti činí $46,975 a průměrný příjem rodiny je $56,517. Muži průměrně vydělávají $38,767, zatímco ženy $29,218. Průměrný příjem na jednoho obyvatele je $26,823. 10,6 % všech obyvatel a 7,8 % rodin žije pod hranicí chudoby. Pod hranicí chudoby žije i 13,8 % lidí mladších osmnácti let a 7,8 % starších šedesáti pěti let.

## Geografické a klimatické podmínky

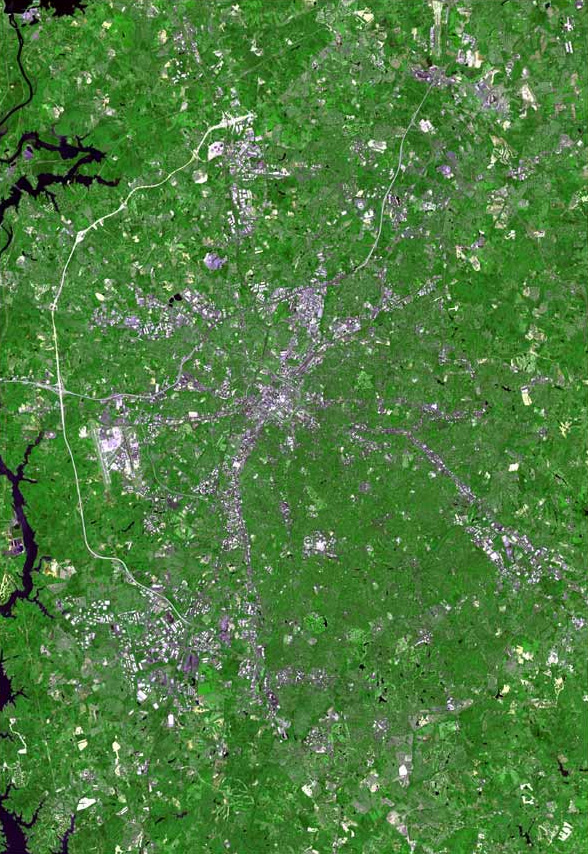
Satelitní snímek

Město se rozkládá na 629 km², z toho 627,5 km² tvoří pevnina a 1,6 km² voda.
Charlotte tvoří většinu Mecklelnburg County (okresu) v Carolina Piedmont (oblast náhorní plošiny na východě Spojených států, která leží mezi Atlantskou nížinou a Appalačským pohořím). Uptown Charlotte (horní část města) bylo postaveno na místě dvou bývalých povrchových dolů zlata – Catherine's a Rudisill. Svůj název získala tato část města podle polohy, je totiž situována na vrcholu dlouhého stoupání mezi dvěma říčkami.
Charlotte leží v nadmořské výšce 228 metrů (Charlotte Douglas mezinárodní letiště).
American Lung Association (Americká plicní asociace) zařadila ve své zprávě z roku 2007 Charlotte na šestnácté místo žebříčku amerických měst nejvíce znečištěných smogem.
Charlotte se nachází v severoamerickém vlhkém subtropickém pásmu. Město má mírné zimy a teplá vlhká léta. Lednová ranní minima se pohybují kolem 0 °C (32 °F) a odpolední maxima kolem 11 °C (51 °F). V červenci jsou minima průměrně 22 °C (71 °F) a maxima 32 °C (90 °F). Nejvyšší zaznamenaná teplota byla 40 °C (104 °F) 6. září 1954. Naopak nejnižší zaznamenaní teplota, -21 °C (-5 °F), byla naměřena v lednu 1985. Charlotte je díky své poloze ovlivňováno Golfským proudem – proudí sem subtropická vlhkost. Během roku má tak dostatek srážek, ale také množství jasných slunečných a příjemně teplých dní. Průměrně spadne v Charlotte za rok 1105,3 mm (43,52 in) srážek, včetně sněhu a v důsledku vnitrozemní polohy mnohem častějších ledových bouří.
Významné bouře
V roce 1989 město přímo zasáhl hurikán Hugo. Městem se prohnal rychlostí přes 160 km/h a způsobil tak obrovské škody na majetku. 98 procent obyvatel se ocitlo bez elektřiny. Elektrická vedení byla na některých místech opravena až po několika týdnech a odstraňování škod trvalo měsíce. V Charlotte bylo tehdy zničeno přes 80 000 stromů. Protože Charlotte leží daleko od pobřeží, obyvatelé, vedení města ani technické vybavení nebylo připraveno na tak silný hurikán.
V prosinci 2002 zasáhla Charlotte (a většinu centrální Severní Karolíny) obrovská lední bouře. 1,2 milionů zákazníků Duke Power (dodavatel elektrické energie) se ocitlo bez elektřiny. Podle zástupce Duke Energy: „Tahle ledová bouře překonává škody způsobené hurikánem Hugem v roce 1989, který způsobil 696 000 výpadků proudu.“ Během výjimečně chladného prosince bylo mnoho lidí bez elektrického proudu více než dva týdny.

## Politika
Řízení města je založeno na tzv. council-manager systému. To znamená, že město je řízeno zastupitelstvem (council), které představuje výkonnou moc (vydává nařízení, určuje hlasovací práva…), zatímco starosta (mayor) město pouze reprezentuje. Starosta a zastupitelstvo jsou voleni každé dva roky a to na neomezený počet funkčních období. Starosta je předsedou zastupitelstva z úřední moci (ex officio), hlasuje pouze v případě nerozhodného hlasování zastupitelstva. Charlottský starosta, na rozdíl od ostatních starostů tohoto vládního systému, má právo vetovat předpisy vydané zastupitelstvem. Starostovo veto může být přehlasováno dvoutřetinovou většinou v zastupitelstvu. Zastupitelstvo jmenuje městského tajemníka (city manager), který vykonává funkci hlavního vládního úředníka.
Volby, na rozdíl od ostatních měst v Severní Karolíně, jsou založeny na stranictví. Současný starosta se jmenuje Pat McCrory a je členem republikánské strany. McCroy zastává funkci starosty od svého zvolení v roce 1995. Starosta je volen každé dva roky, počet jeho funkčních období není omezen.
Zastupitelstvo se skládá z 11 členů: 7 z volebních obvodů a 4 at-large (ti reprezentují město jako celek, nikoliv pouze jeho jednotlivé volební okresy). V současném zastupitelstvu mají většinu, v poměru 7:4, demokrati. V minulosti měli v Charlotte silnou pozici severokarolínští republikáni, ale rychle se měnící složení obyvatelstva naopak upevňuje postavení demokratické strany.
Protože samosprávní obce v Severní Karolíně nejsou autonomní, musí být mnoho vládních rozhodnutí, přestože za vydávání nařízení je zodpovědné zastupitelstvo, schváleno North Carolina General Assembly (Valným shromážděním Severní Karolíny). Od šedesátých let 20. století byly pravomoci samosprávních obcí široce interpretovány.
I když všichni zvolení starostové jsou od roku 1987 republikáni, Charlotte inklinuje spíše k demokratům. Nicméně voliči jsou nakloněni zástupcům obou stran.
Co se týče celostátního uspořádání, Charlotte je rozdělena mezi tři parlamentní volební okresy. Osmý okres je zastoupen republikánem Robinem Hayesem, devátý Sue Myrickovou, taktéž členkou republikánské strany, a dvanáctý okres reprezentuje demokrat Mel Watt.

### Administrativní dělení

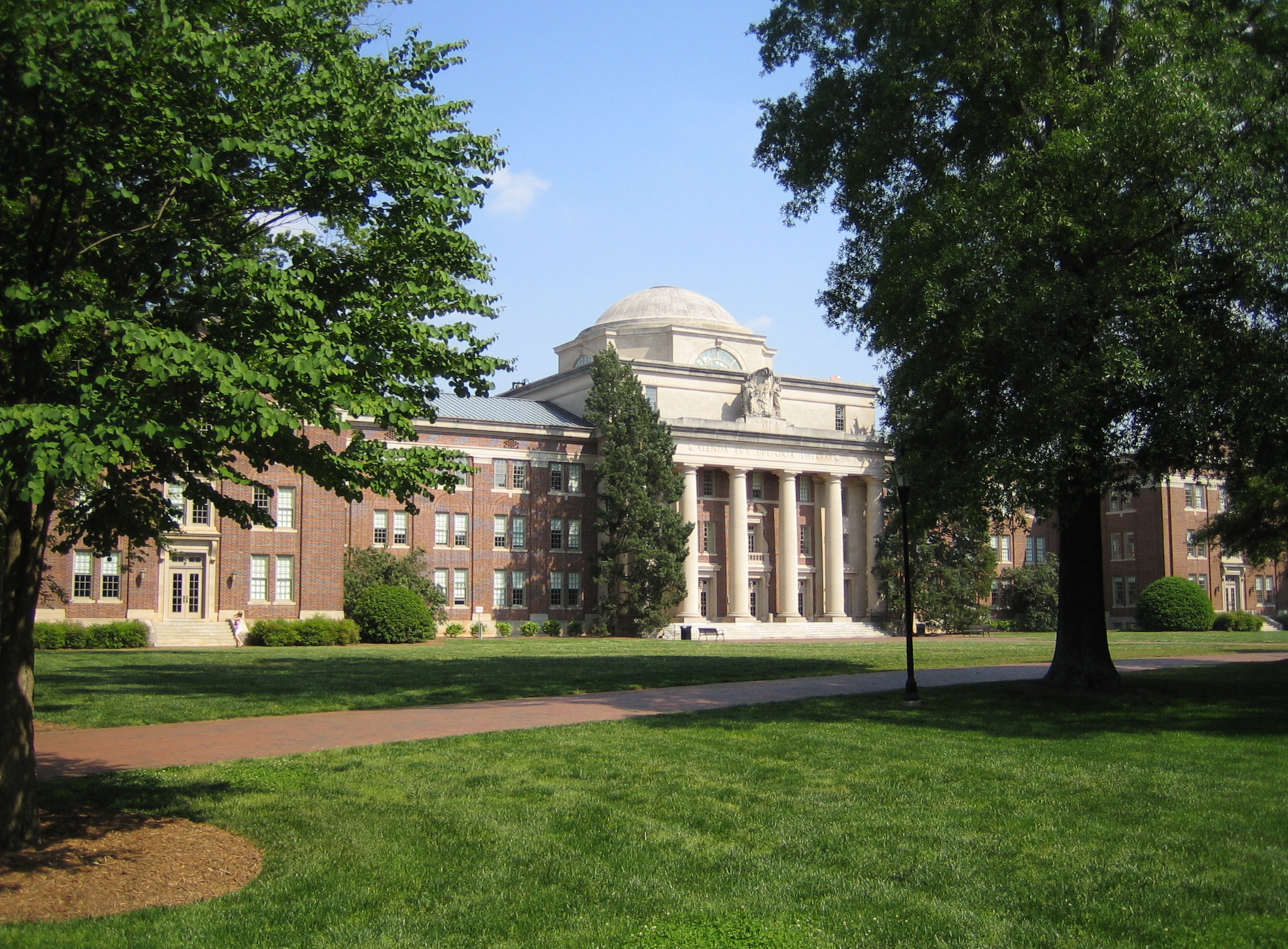
The Chambers Building

- Uptown: hlavní obchodní oblast složená z prvních čtyř volebních obvodů
- Cotswold: křižovatka silnic Randolph Road a Sharon Amity Road
- South End: na jih od Uptown
- Dilworth: na jihozápad od Uptown
- Elizabeth: podél Elizabeth Avenue
- Myers Park: na jih od South End
- Plaza-Midwood: na východ od Uptown a podél The Plaza
- NoDa: kolem Nort Davidson Street
- SouthPark: křižovatka silnic Sharon Road a Fairview Road
- University City: nejseverovýchodnější část města kolem charlottské univerzity
- Eastland: velká část východního Charlotte
- Starmount: oblast South Boulevard
- Ballantyne: podél hranice mezi Severní a Jižní Karolínou
- The Arboretum: podél silnice Pineville-Matthews Road
- Steele Creek: nejjihozápadnější část Charlotte
- Biddleville: nejzápadnější část Charlotte, podel silnice Beatties Ford Road
- Derita: na sever of vnitrostátní silnice č. 85 (I-85), podél silnice West Sugar Creek Road
- Sedgefield: na jih od Dilworth

## Náboženství

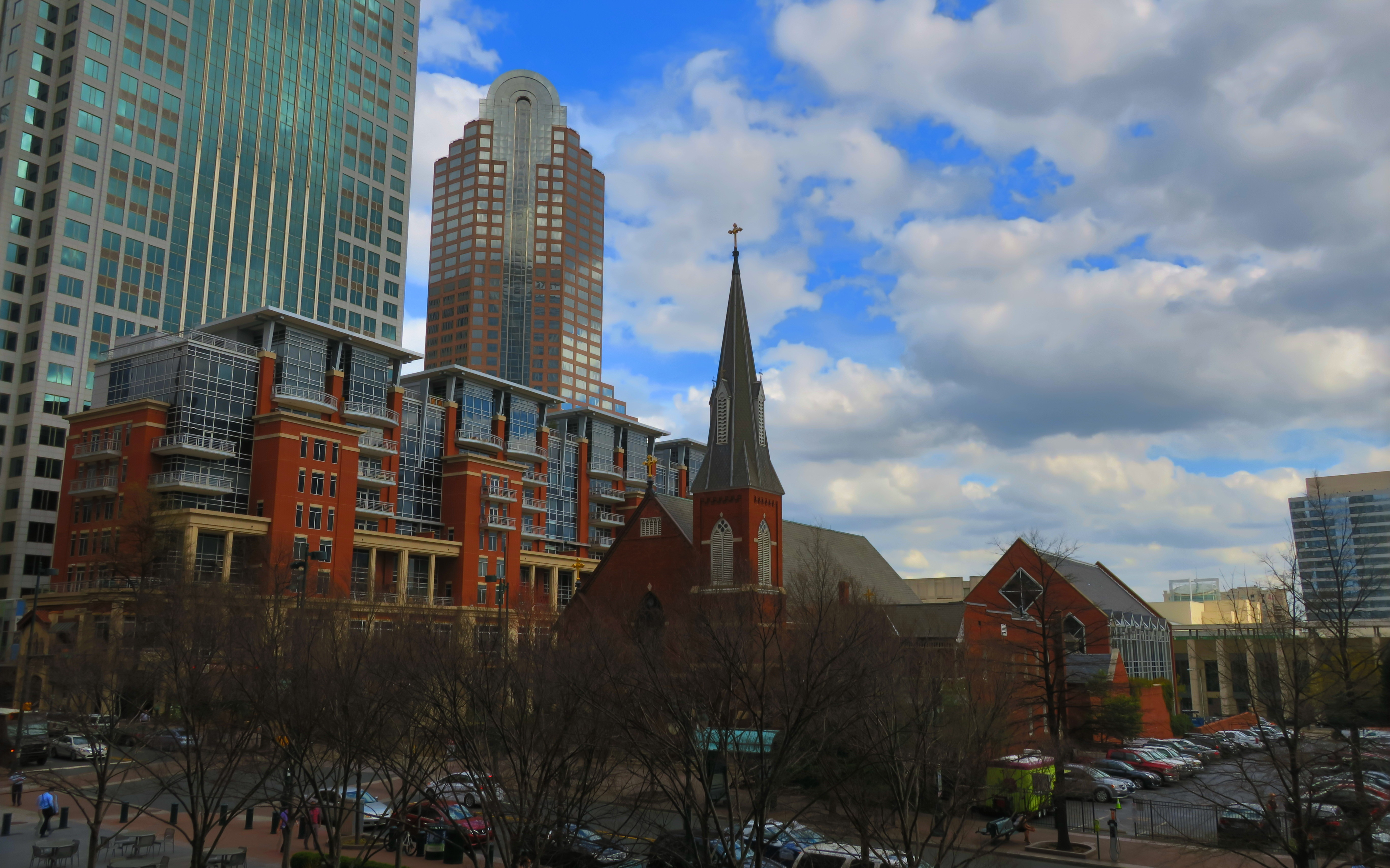
Katolický kostel Sv. Petra je nejstarším katolickým kostelem ve městě

Charlotte bylo a stále je známé jako město kostelů. Většina věřících obyvatel jsou křesťané různých protestantských denominací. V minulosti byly většinou nejvýznamnější presbyteriánské kostely, ale změny ve složení obyvatelstva způsobené rychlým růstem, s sebou přináší množství nových denominací a věr. Celkově se v Charlotte nachází 700 sakrálních míst.

## Doprava

### Hromadná doprava
Charlotte Area Transit System – CATS (Charlottský dopravní systém) provozuje ve městě historické tramvaje, spěšnou kyvadlovou dopravu a autobusy, které jezdí po Charlotte a nejbližších předměstích. Na rok 2025 je naplánováno dokončení systému koridorů, který by měl doplnit zavedenou autobusovou dopravu o železniční dvojího typu: Lynx (jedná se o vlaky obsluhující město a jeho předměstí – commuter rail) a jeden typ tramvajové dopravy – light rail. Tento systém bude dopravovat cestující v 5 klíčových koridorech. Odhadovaná cena tohoto projektu byla $1,7 miliard, nedávno však byla přehodnocena na $6 miliard.

### Letecká doprava

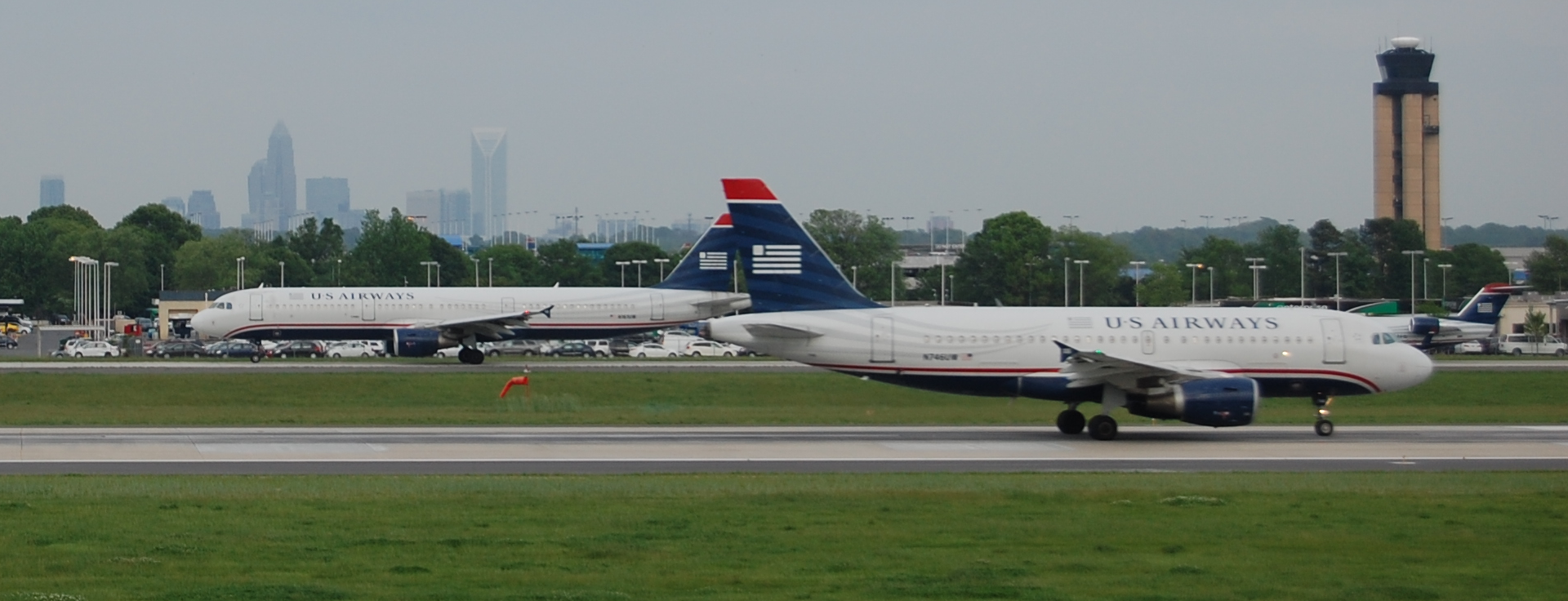
Letiště Charlotte Douglas

Mezinárodní letiště Charlotte/Douglas je jedno z nejrušnějších na světě (podle pohybu dopravy i podle počtu přepravených cestujících). Letiště je využíváno mnoha mezinárodními i domácími leteckými společnostmi. Má čtyři runwaye, bylo založeno v roce 1935.

### Silniční doprava
Charlotte se nachází mezi severovýchodním a jihovýchodním populačními centrem. V důsledku toho je důležitým dopravním uzlem a hlavním distribučním centrem. Charlotte křižují dvě hlavní mezistátní silnice I-85 a I-77, které se setkávají v blízkosti centra. Okružní silnice, I-485, přezdívaná Outerbelt (vnější pás) je částečně hotová, ale momentálně je její stavba přerušena kvůli financování. Nový projekt má v plánu tuto silnici dokončit v roce 2013. Po dokončení bude Outerbelt po obvodu měřit přibližně 108 km. Kolem centra města vede dálnice I-277 (ve tvaru smyčky). Její dvě části se nazývají dálnice John Belk a Brookshire. Charlotte Route 4 spojuje důležité silnice ve smyčce mezi I-277 a I-458.

### Meziměstská železniční doprava
Amtrak's Crescent a vlaky Carolinian a Piedmont spojují Charlotte na severu s New Yorkem, Philadelphií, Baltomorem, Washingtonem, Richmondem a Raleigh a na jihu s Atlantou, Birminghamem a New Orleans. Železniční stanice Amtrak se nachází na adrese North Tryon 1914.

## Sport
- NFL: Carolina Panthers
- NBA: Charlotte Hornets

## Osobnosti
- Billy Graham (1918–2018), evangelikální kazatel
- George Christopher Williams (1926–2010), evoluční biolog
- Charles Duke (* 1935), astronaut
- Don Schollander (* 1946), plavec, pětinásobný olympijský vítěz
- Chyler Leigh (* 1982), herečka, zpěvačka a modelka
- Britt Robertsonová (* 1990), herečka
- Seth Curry (* 1992), profesionální basketbalista hrající v NBA

## Partnerská města
- Arequipa, Peru (1962)
- Krefeld, Německo (1985)
- Limoges, Francie (1992)
- Pao-ting, Čína (1987)
- Voroněž, Rusko (1991)
- Vratislav, Polsko (1993)
- Kumasi, Ghana (1995)